# Notholebias minimus
Notholebias minimus es una especie de pez de agua dulce la familia de los rivulines en el orden de los ciprinodontiformes.

## Morfología
De cuerpo alargado, los machos pueden alcanzar los 4 cm de longitud máxima.

## Distribución geográfica
Se encuentran en ríos de América del Sur, en cuencas fluviales de ríos costeros de Brasil.

## Hábitat
Viven en pequeños cursos de agua entre 20 y 22 °C de temperatura, de comportamiento bentopelágico y no migrador.
Desova en el fondo del arroyo y tiene diez meses de incubación, siendo una especie difícil de mantener cautivo en acuario a pesar de lo cual es apreciado en acuariología.